# IC 2732
IC 2732 ist eine Spiralgalaxie vom Hubble-Typ S im Sternbild Löwe auf der Ekliptik.
Das Objekt wurde am 27. März 1906 von Max Wolf entdeckt.